# The Devil Makes Three
Pour le film d'Andrew Marton, voir Le diable fait le troisième.
The Devil Makes Three est un groupe américain d'americana, originaire de Santa Cruz, en Californie. Le groupe mêle bluegrass, old-time, country, folk, blues, jazz et ragtime. Les membres du groupe sont le guitariste Pete Bernhard, la contrebassiste Lucia Turino et le guitariste et joueur de banjo ténor Cooper McBean.

## Histoire
Le groupe compte six albums studio. Ils sortent un album éponyme de manière indépendante en 2002. Un autre album indépendant suit en 2004, Longjohns, Boots, and a Belt. Le groupe enregistre deux concerts en avril 2006 à Felton, en Californie, avec le violoniste invité Chojo Jacques. Les enregistrements ont ensuite été publiés sous la forme d'un album live, A Little Bit Faster and a Little Bit Worse. Après la sortie de leur album live, le groupe signe avec le label indépendant Milan Records, spécialisé dans les musiques de films et les bandes originales. Leur premier album chez Milan est une réédition de leur premier album, The Devil Makes Three. En 2009, ils enchaînent avec un tout nouvel album, Do Wrong Right.
Bernhard, membre du groupe, sort indépendamment un album solo, Things I Left Behind (2006). En septembre 2009, Bernhard sort son autre album solo, Straight Line, chez Milan Records.
McBean et Bernhard sont originaires des environs de Brattleboro, dans le Vermont, où ils jouent de la musique ensemble en tant qu'amis d'enfance et lorsqu'ils étaient au lycée. Ils connaissaient également et sans plus, Turino (originaire du New Hampshire mais ayant grandi dans le Vermont). Après avoir obtenu leur diplôme de fin d'études secondaires, tous trois déménagent séparément en Californie, Bernhard passant par Nashville. Bernhard et McBean reprennent contact à Olympia. Plus tard, à Santa Cruz, ils renouent aussi avec Turino, formant le groupe peu après en 2001,,,,. Avant de former The Devil Makes Three avec Turino, Bernhard et McBean ont tous deux joué dans des groupes de punk rock et ont plus tard tourné en duo.
Vers 2010, Bernhard et Turino retournent vivre à Brattleboro. McBean reste en Californie et déménage ensuite à Austin,,. Bien qu'ils ne vivent plus dans la même ville, le groupe continue de tourner et d'écrire. En août 2010, le groupe se produit au festival de musique et d'arts Outside Lands. Ils se sont également produits à plusieurs reprises au festival annuel Hardly Strictly Bluegrass.
Le 4 juin 2018, The Devil Makes Three annonce son nouvel album studio, Chains are Broken, produit par Ted Hutt et sort le 24 août 2018 via New West Records. Parallèlement à l'annonce de l'album, ils publient Paint My Face en tant que single en streaming, et une autre piste de l'album, Bad Idea, le 13 juillet 2018.

## Discographie
- 2002 : The Devil Makes Three
- 2003 : Longjohns, Boots and a Belt
- 2006 : A Little Bit Faster and a Little Bit Worse (album live)
- 2009 : Do Wrong Right
- 2011 : Stomp and Smash (album live)
- 2013 : I’m a Stranger Here
- 2016 : Redemption and Ruin
- 2018 : Chains are Broken